# سید کاظم حائری
سید کاظم حسینی حائری (زادهٔ ۱۳۱۷) از علمای شیعه است. او عراقی‌تبار و دارای تابعیت ایران است، در قم زندگی می‌کند و از طرفداران دکترین بنیادگرایانه ولایت فقیه جمهوری اسلامی ایران است. حائری سابقه‌ای طولانی و تاریخی در فعالیت‌های سیاسی خاندان صدر عاملی دارد و از جمله مراجع شیعه است که اواخر دههٔ ۱۹۷۰ میلادی از نجف به ایران مهاجرت کرد.
او در شهریور ۱۴۰۱ از مرجعیت کناره‌گیری کرد و از مقلدین خود خواست به جای مراجع شیعه عراقی در شهر نجف، از سید علی خامنه‌ای، رهبر جمهوری اسلامی پیروی کنند. سید محمد صدر قبل از کشته شدن به دست رژیم صدام حسین، مقلدین خود را به پیروی از کاظم حائری فراخوانده بود.

## زندگی شخصی
حائری در سال ۱۳۱۷ خورشیدی در کربلا زاده شد و از میان پنج برادرش، دو تن از آنها در زندان‌های حکومت بعث عراق کشته شدند. در کودکی به همراه پدرش به نجف رفت و در سن ۲۲ سالگی با دختر عمویش ازدواج کرد که با او چهار فرزند دارد.
خواندن و نوشتن و قرآن را نزد مادر و سپس پدرش آموخت و در سن ۱۷ سالگی در جلسات درس سید محمود حسینی شاهرودی از مراجع وقت حاضر شد. پس از سال‌ها تحصیل نزد شاهرودی، شاگرد محمدباقر صدر شد. بعد از مهاجرت به قم نقش برجسته‌ای در تدریس علوم حوزوی داشت و مدرسه‌ای برای تحصیل جوانان عراقی تأسیس و نام محمد باقر صدر را بر آن نهاد.
کاظم حائری پس از مهاجرت به قم نقش مهمی در تدریس علوم حوزوی داشت. او مدرسه‌ای برای تحصیل جوانان عراقی بنیان گذاشت و نام  آنرا به نام استاد خود محمد باقر صدر گذاشت.
شاهرودی شوهر خاله حائری بود و این خویشاوندی بعداً موجب شد که با سید محمود هاشمی شاهرودی، رئیس پیشین قوه قضائیه جمهوری اسلامی ایران نسبت فامیلی داشته باشد. چون همسر شاهرودی رئیس پیشین قوه قضاییه نوه همان شاهرودی مرجع است.

## سیاست
کاظم حائری در کنار محمدباقر صدر از بنیان‌گذاران حزب الدعوه اسلامی بود. اما به گفته سجاد جیاد در نهایت فعالیت سیاسی را رها کرد و به سراغ تدریس رفت.
کاظم حائری مخالفت سرسخت حکومت بعث عراق بود. او پس از حمله آمریکا به عراق در سال ۲۰۰۳ خواهان ریختن خون نمادهای بعثی‌ها در عراق شد. کاظم حائری حتی پیش‌نویسی برای قانون اساسی جمهوری اسلامی عراق ارائه کرد.

## مقتدی صدر
رابطه کاظم حائری و مقتدی صدر دوره کوتاهی که صدر در قم شاگرد حائری بود خوب بود. اما پس از حمله آمریکا به عراق، حائری با فعالیت‌های صدر در سپاه مهدی و ورود او به سیاست مخالفت کرد. در سال ۲۰۰۸ و زمانی که کاظم حائری از درگیری مقتدی صدر با دولت نوری مالکی انتقاد کرد رابطه آنها تقریبا کاملا قطع شد.

## کناره‌گیری از مرجعیت شیعیان
در پی ایجاد آشوب و ناامنی در پایتخت عراق که به دنبال حمله هواداران وابسته به مقتدی صدر به نقاط حساس سیاسی صورت گرفته بود سید کاظم حسینی حائری، مرجع پرنفوذ شیعه با انتشار بیانیه‌ای و در اقدامی بی‌سابقه مقلدین خود را به تقلید از سید علی خامنه‌ای فراخواند و پیروی از مقتدی صدر را در حالیکه صلاحیت مرجعیت ندارد بر حذر داشت. این اقدام موجب شد تا بیشتر هواداران مقتدی صدر که مرجع تقلید غالب آنان حسینی حائری بود، بلافاصله خیابان‌های بغداد را ترک کنند.
بر همه مومنان لازم است که از ولی فقیه، رهبر انقلاب اسلامی، حضرت آیت الله العظمی سید علی خامنه ای (دام ظله) اطاعت کنند.— سید کاظم حسینی حائری